# Shenzhen ZOPO Communications-equipment Limited Company

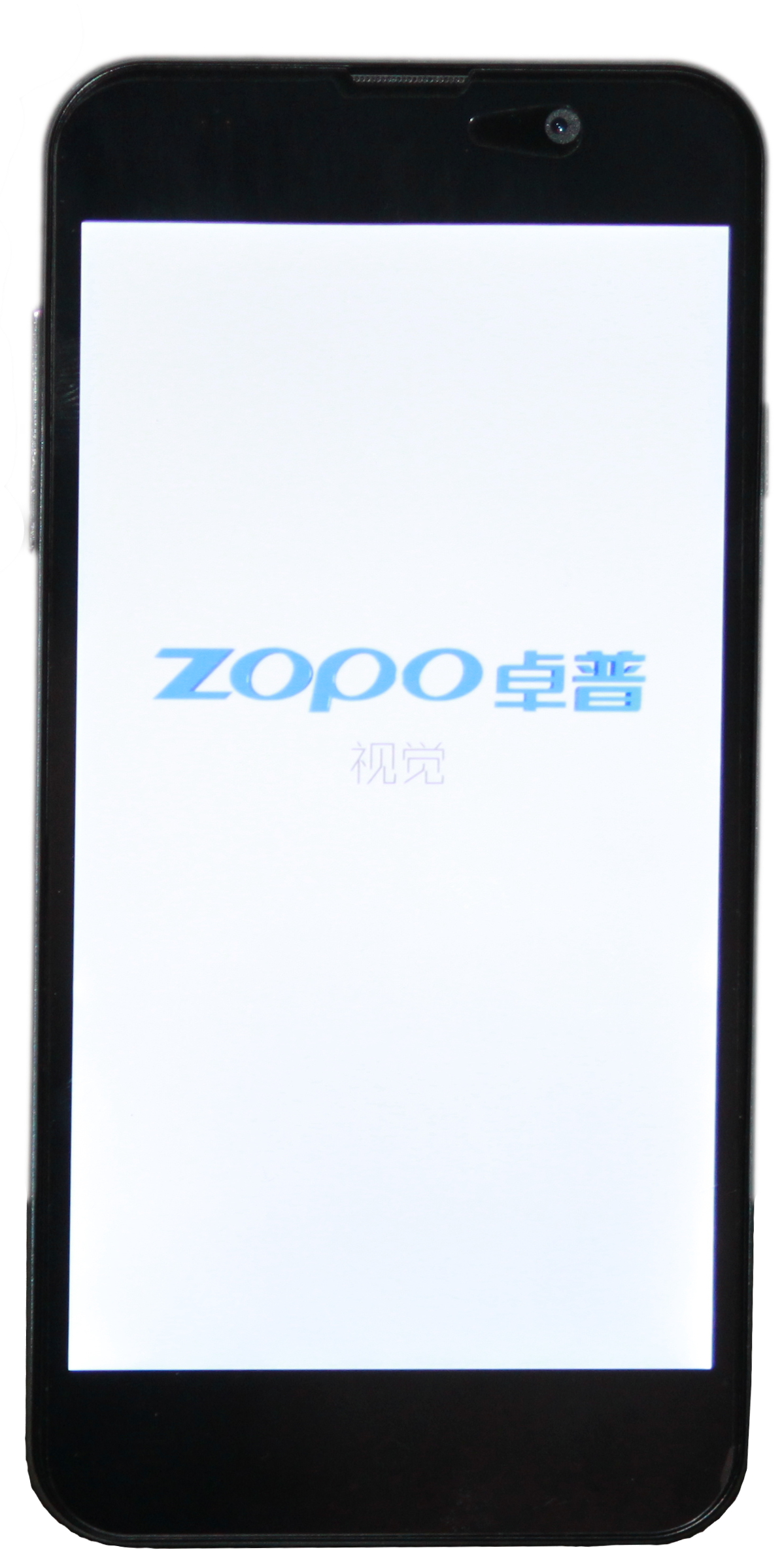
ZOPO ZP980

Shenzhen ZOPO Communications-equipment Limited Company (verkort; ZOPO Mobile) is een Chinese fabrikant van smartphones. Het bedrijf is opgericht in 2012 en richt zich op onderzoek & ontwikkeling, productie en marketing. Ook verleent ZOPO services voor MIT's. Naar eigen zeggen lanceerde het als eerste een smartphone met 3D-scherm voor de Chinese markt waarvoor geen 3D-bril nodig was. ZOPO is de eerste fabrikant die een smartphone met Sailfish OS op de markt brengt in India. De meeste modellen werken met Android en het Chinese besturingssysteem Aliyun OS.